# William Perry
Pour les articles homonymes, voir William Perry (homonymie) et Perry.
William James Perry, né le 11 octobre 1927 à Vandergrift (Pennsylvanie), est un homme politique américain. Membre du Parti démocrate, il est secrétaire à la Défense entre 1994 et 1997 dans l'administration du président Bill Clinton.

## Biographie
Il a fait ses études à l'université Stanford, y devenant plus tard professeur.
Trop jeune pour participer à la Seconde Guerre mondiale, il intègre après ses études les laboratoires électroniques de l'entreprise Sylvania en tant que mathématicien, dans un contexte où les États-Unis cherchent à asseoir leur domination technologique sur l'Union soviétique. En 1962, il devient membre d'un petit groupe d'analystes chargé de l'évaluation de la menace soviétique sur Cuba. Il vit mal cet épisode, se couchant chaque soir convaincu de vivre son « dernier jour sur Terre », comprenant alors le danger de l'arme nucléaire et jugeant les responsables politiques irresponsables sur le sujet, le président John Fitzgerald Kennedy mis à part.
Il consacre les années suivantes de sa carrière à développer des programmes d'armes conventionnelles. Comptant parmi les architectes de la supériorité militaire et stratégique des États-Unis sur l'URSS à la fin de la guerre froide, il est nommé en 1994 secrétaire à la Défense des États-Unis dans l'administration de Bill Clinton. Il participe alors aux négociations russo-américains visant à réduire leurs arsenaux nucléaires respectifs, regrettant cependant le désintérêt de l'opinion mondiale sur le sujet, l'Union soviétique ayant été dissoute.
Au début du XXIe siècle, dans un contexte de crispations diplomatiques avec la Russie, qu'il impute à la politique américaine (extension de l'OTAN vers l'Est dans les années 1990 sur la suggestion du secrétaire d'État adjoint Richard Holbrooke puis bouclier anti-missile de George W. Bush dans les années 2000), il plaide contre le danger que représente l'arme nucléaire.
Il est membre de l'Académie américaine des arts et des sciences.

## Ouvrage
- My journey at the nuclear brink, Stanford University Press, 2016.

## Décorations
- Chevalier commandeur de l'ordre de l'Empire britannique
- Médaille présidentielle de la Liberté